# Formatgera

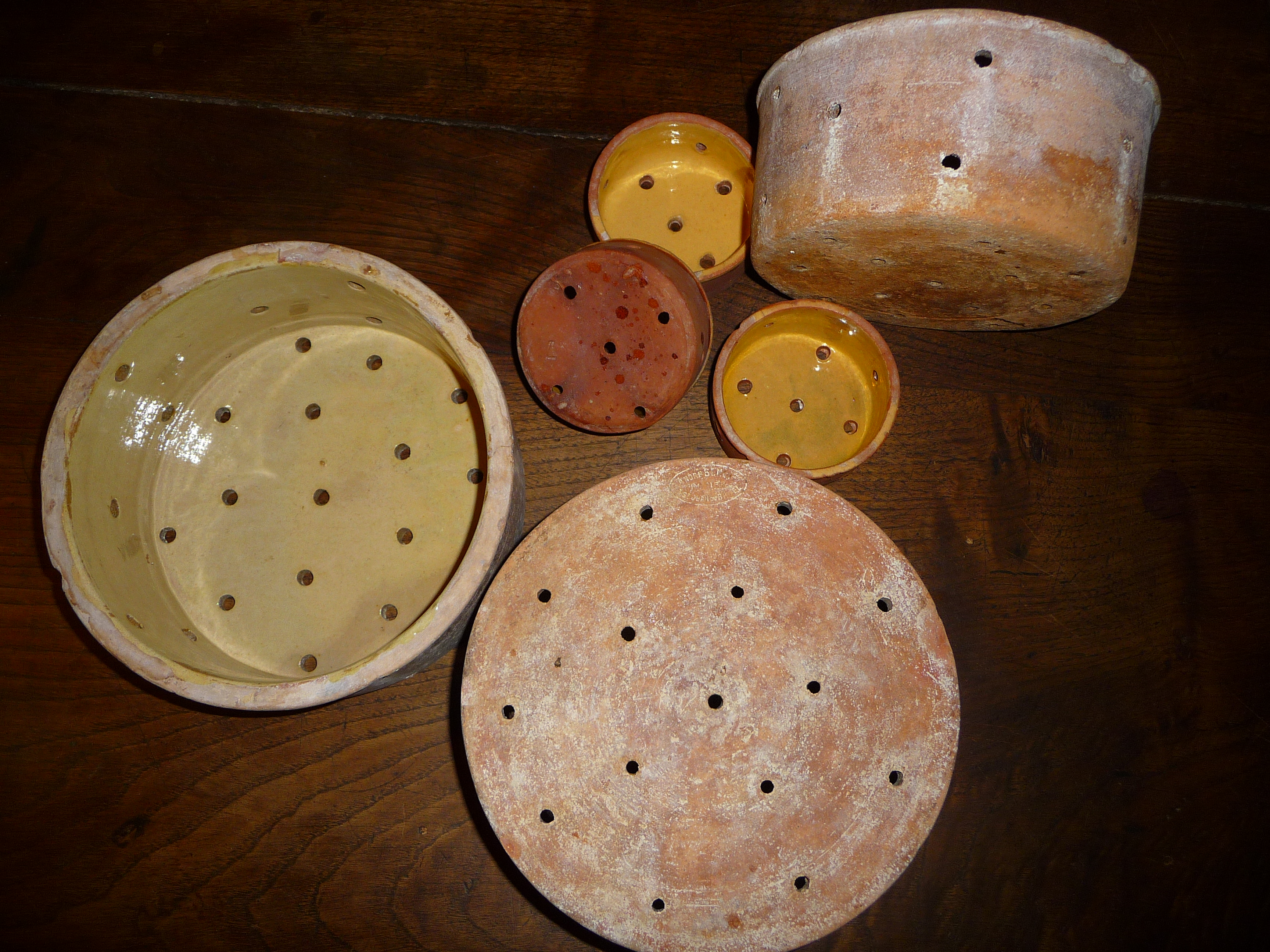
Formatgeres.

Una formatgera o fanzella és un motlle que es fa servir per a elaborar el formatge. Les formatgeres són, en general, rodones i tenen forats en el fons i en les parets per a permetre l'escolament del serigot que deixa el formatge quan es fa.
El material de què es fan les formatgeres és prou variable, puix que se'n poden trobar algunes fetes d'argila cuita, de metàl·liques (d'acer galvanitzat o fulla de llanda), de plàstic, de fusta o de vim. En tots els casos sempre tenen un cert nombre de forats. Les formes també poden variar essent quadrades, rodones o cilíndriques.

## Història

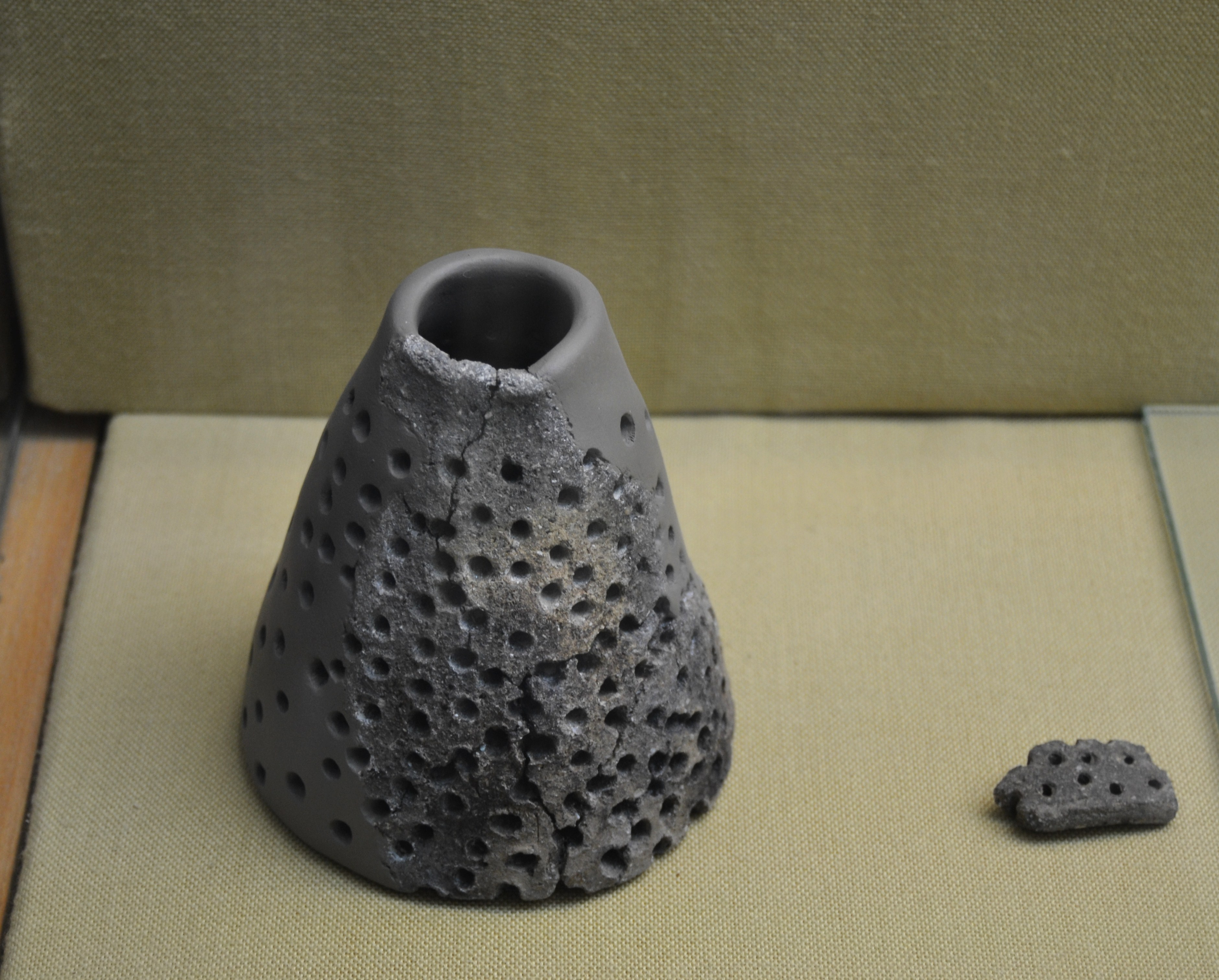
Formatgera de ceràmica de l'Edat de Bronze. Museu Soler Blasco de Xàbia

S'han trobat formatgeres fetes de vim amb una antiguitat de més de 12.000 anys. Les formatgeres d'altres materials com la ceràmica apareixen després, en el Neolític. En el museu d'arqueologia de Lons-le-Saunier es conserva per exemple una formatgera que data dels anys 2700-2600 aC.

## Ús
La formatgera es fa servir en la fase final de l'extracció del xerigot per a elaborar el formatge. Amb aquest utensili s'aconsegueix la realització de dues operacions, d'una part treure el xerigot i de l'altra donar al formatge la forma final. Així es posa el recuit en la formatgera que tindrà una forma i un volum diferents segons la mena de formatge que es vulgui obtenir.
Cada formatge té la seva forma característica que és per norma general la seva carta de presentació. La forma del formatge influeix a més en el procés de maduració que es produirà després. Una vegada que els formatges es troben en la formatgera s'escorren, en el cas dels formatges frescos o els recuits, o bé es premsen, en el cas dels formatges envellits de coagulació enzimàtica, més o menys intensament segons el tipus de formatge.